# Ferdinand Freiligrath
Ferdinand Freiligrath (Detmold, 17 juni 1810 -  Stuttgart, 18 maart 1876), was een Duits, tot ongeveer 1855 socialistisch dichter, en een vertaler van literair werk en journalist. Freiligrath werkte vanaf 1848 als buitenland-redacteur bij de Neue Rheinische Zeitung samen met Friedrich Engels en Karl Marx. Met name Freiligraths werk van vóór plm. 1849 moet tot de literatuur van de als Vormärz bekendstaande periode worden gerekend.

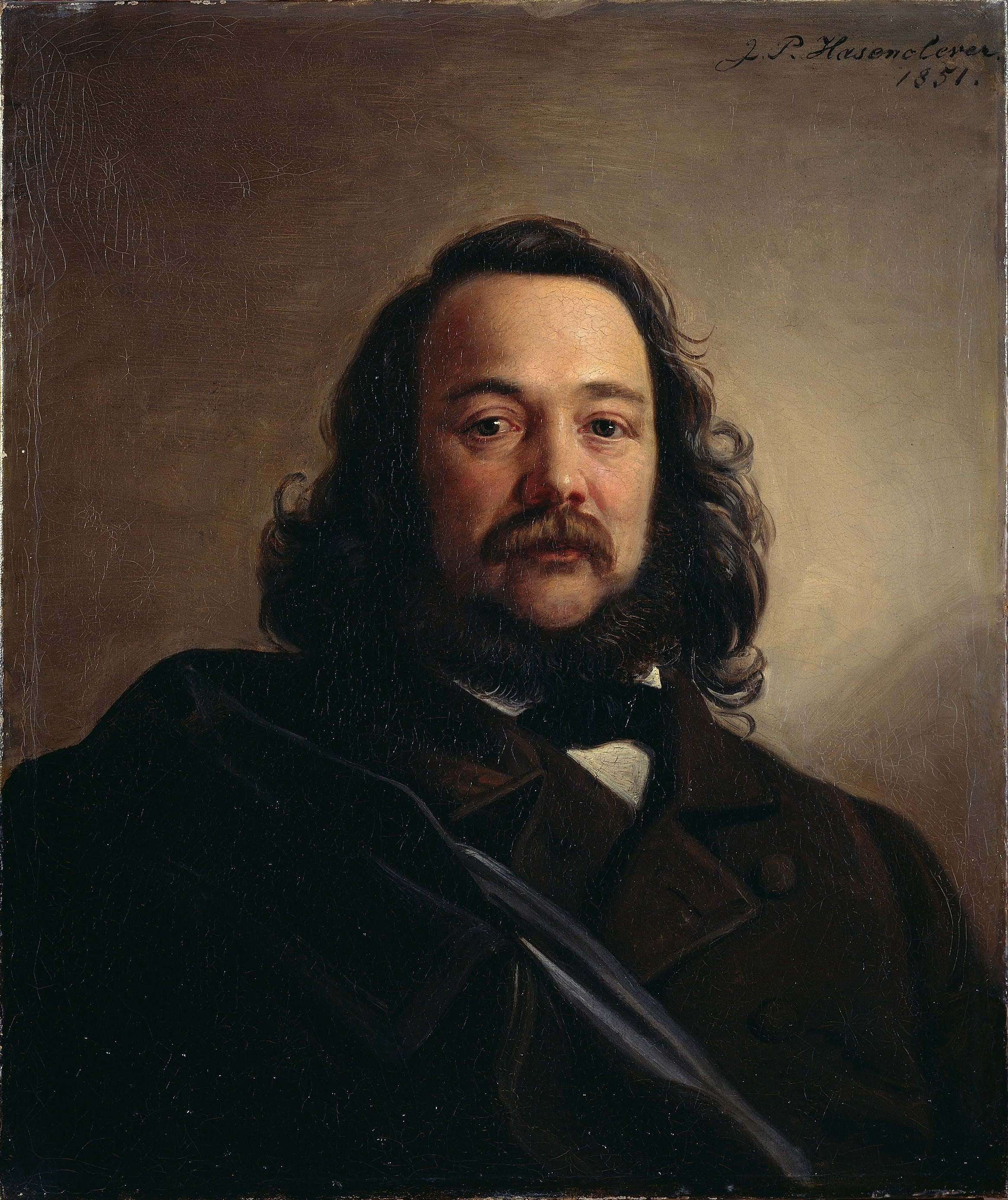
Portret van Freiligrath uit 1851, geschilderd door Johann Peter Hasenclever
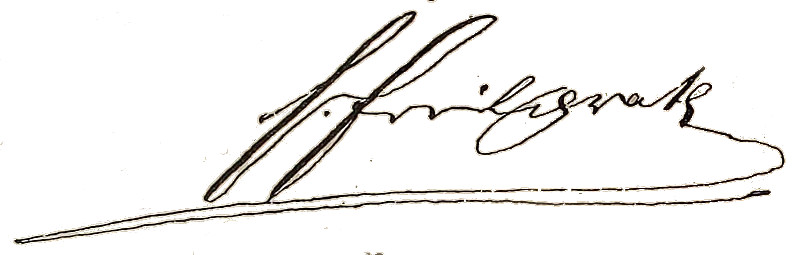
Freiligraths handtekening
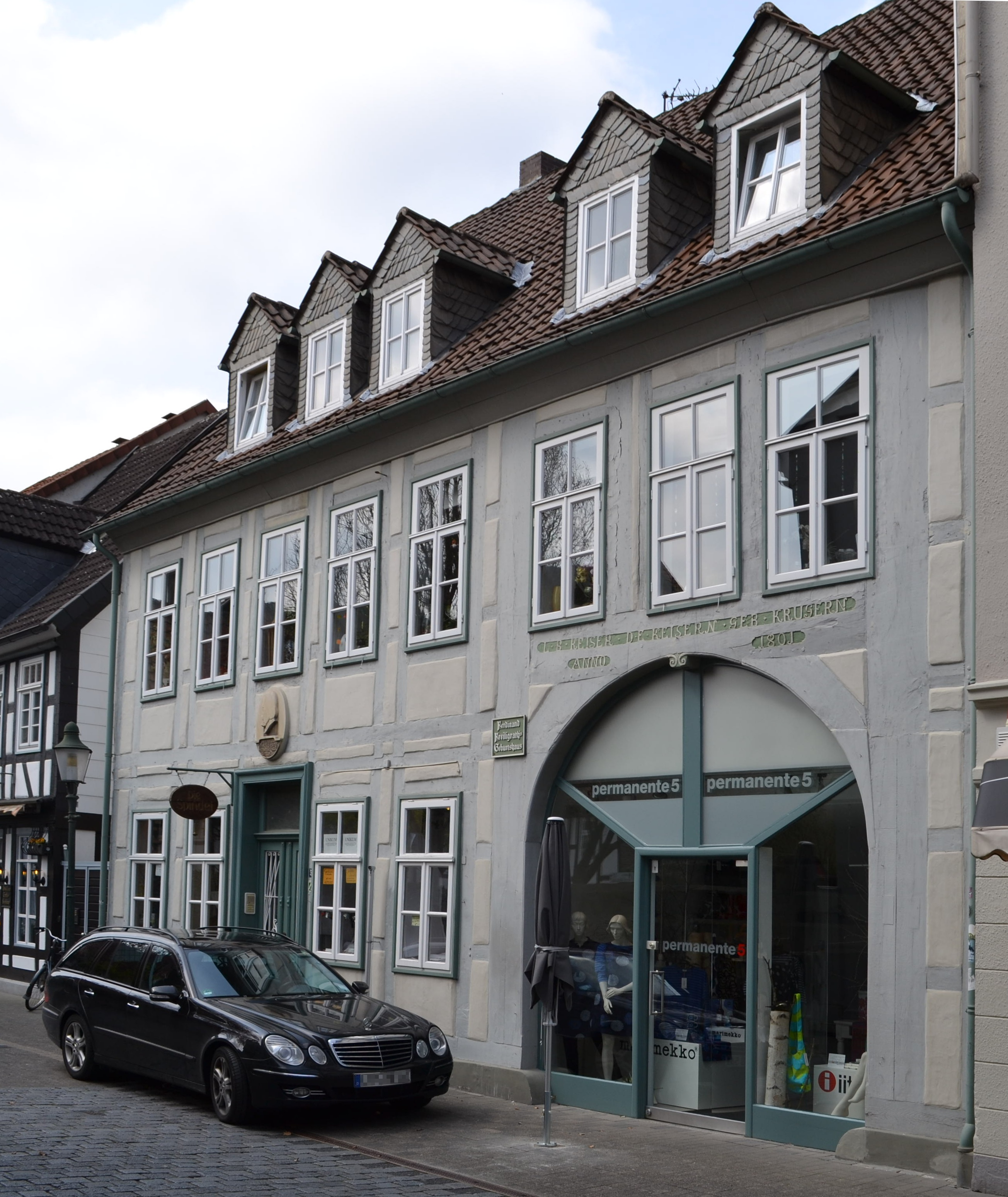
Geboortehuis van Freiligrath in de stad Detmold
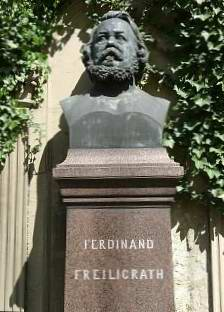
Grafmonument voor Freiligrath te Stuttgart- Bad Cannstatt

## Levensloop
Freiligrath was de zoon van een leraar aan een gymnasium. Reeds als scholier gaf hij blijk van dichterlijk talent, wat door zijn leraren ook werd bevorderd. Zijn moeder stierf in 1817, zijn vader in 1825. In dat jaar ging hij in Soest (Duitsland) bij familie van zijn stiefmoeder inwonen en werd in hun onderneming in de handel onderricht. Tot 1839 had hij kantoorbanen, o.a. van 1832-1837 bij een zekere Jacob Sigrist te Amsterdam; daarnaast publiceerde Freiligrath ook al gedichten. Vanaf 1839, toen hij te Unkel aan de Rijn ging wonen, leefde hij van zijn pen. In deze jaren werkte hij samen met o.a. Karl Simrock, Christian Joseph Matzerath en Levin Schücking. Zij gaven enige dichtbundels uit. Op 20 mei 1841 trouwde hij na een éénjarige verloving met Ida Melos (1817–1899). Zij was de dochter van de rector van een gymnasium en schrijver van o.a. christelijke schoolboeken. Het echtpaar, dat zeer vaak zou verhuizen, ging wonen te Darmstadt, en een jaar later te Sankt Goar. Uit dit huwelijk zouden twee dochters en drie zoons de volwassen leeftijd bereiken. In 1842 werd Freiligrath lid van de vrijmetselarij, en wist op voorspraak van niemand minder dan Alexander von Humboldt een koninklijke jaarlijkse uitkering van 300 taler te verkrijgen. In 1844 woonden de Freiligraths te Assmannshausen, waar Ferdinand zijn eerste belangrijke bundel politiek linkse gedichten, Ein Glaubensbekenntniß publiceerde. Dit noodzaakte hem, weer te verhuizen, ditmaal na een kort verblijf te Brussel naar Rapperswil-Jona in Zwitserland. Daar had hij ontmoetingen met o.a. de componist Franz Liszt en de schrijver Gottfried Keller. In 1846 publiceerde Freiligrath de revolutiegezinde bundel Ça ira!. In de twee volgende jaren woonde hij te Londen, waar hij korte tijd als docent aan de universiteit van Londen en op een handelskantoor werkte. 
De Maartrevolutie van 1848 bracht Freiligrath ertoe, naar Duitsland terug te keren en hier actief aan deel te nemen. Hij schreef en publiceerde talrijke gedichten, die tot het belangrijkste culturele erfgoed van deze revolutie worden gerekend. Daartoe behoren  Februar-Klänge, Die Revolution en Die Todten an die Lebenden. Ook droeg Freiligrath bij politieke bijeenkomsten zijn gedichten voor. 
De laatste strofe van een ander bekend gedicht uit die tijd, Trotz alledem (1848), bevat de tekst Wir sind das Volk, die later, o.a. bij de val van de Berlijnse Muur in 1989, vaak is geciteerd bij protestmanifestaties en revoluties tegen al dan niet totalitaire regimes.
In augustus 1848 had Freiligrath Die Todten an die Lebenden in een oplage van 9.000 exemplaren te Düsseldorf laten drukken en verspreiden. De openbaar aanklager Karl Schnaase liet hem daarop wegens opruiing tot landsverraderlijke activiteiten arresteren, maar op 3 oktober werd hij door een rechtbank, tot grote vreugde van velen, vrijgesproken. Een menigte van 15.000 mensen, onder wie Karl Marx, vierde dit voor de revolutionairen gunstige vonnis. Op 12 oktober werd Freiligrath buitenland-redacteur bij de revolutiegezinde Neue Rheinische Zeitung.
In 1850 werd hij (inmiddels wonend te Düsseldorf) toegelaten tot de -in die tijd links georiënteerde- kunstenaarssociëteit Malkasten uit die stad. In deze tijd was hij o.a. bevriend met de destijds beroemde schilder Johann Peter Hasenclever, die Freiligrath in 1851 portretteerde.
De politieke reactie na het mislukken van de revolutie noopte Freiligrath, in 1851 weer naar Londen te verhuizen en kantoorbanen aan te nemen. Zijn enthousiasme voor de revolutionaire beweging was ook verflauwd. In 1858 werd hij op eigen verzoek tot Engelsman genaturaliseerd. In deze periode was hij literair vooral actief als vertaler. Hij vertaalde werken van Robert Burns, Victor Hugo, Henry Wadsworth Longfellow en Alfred de Musset in de Duitse taal.  In 1865 raakte hij werkloos en kwam in armoede te verkeren. Een oude vriend, Emil Rittershaus, organiseerde in 1867 voor Freiligrath een succesvolle collecte. In 1868 was het politieke klimaat in zoverre verbeterd, dat hij naar het niet-Pruisische gedeelte van de Duitse landen kon terugkeren. 
In zijn laatste jaren, rond de Frans-Duitse Oorlog van 1870/71, was Freiligrath gematigd patriottisch gezind, hoewel zijn gedicht Die Trompete von Vionville ook kritiek op de bloedigheid van het fenomeen oorlog bevat.
Van 1874 totdat hij in 1876 aan een hartkwaal overleed, woonde hij in Cannstatt, een stadsdeel van Stuttgart.

## Recente tekstuitgaven (Duitstalig)
- Freiligraths Werke in einem Band. Ausgewählt und eingeleitet von Werner Ilberg. Aufbau Verlag, Berlin und Weimar 1962 (Bibliothek deutscher Klassiker) (4e druk 1980)
- Lesebuch Ferdinand Freiligrath. Zusammengestellt und mit einem Nachwort von Frank Stückemann (Nylands Kleine Westfälische Bibliothek 80). Aisthesis, Bielefeld 2018. ISBN 978-3-8498-1320-8
- Zie voor een uitvoerige bibliografie, met talrijke links naar internetsites, waarop werk van Freiligrath te downloaden is, het artikel op de Duitse Wikipedia over de dichter.

- Een deel van zijn manuscripten wordt bewaard in het Goethe-Schiller-Archiv te Weimar en in de archieven van het Internationaal Instituut voor Sociale Geschiedenis te Amsterdam.

## Eerbewijzen

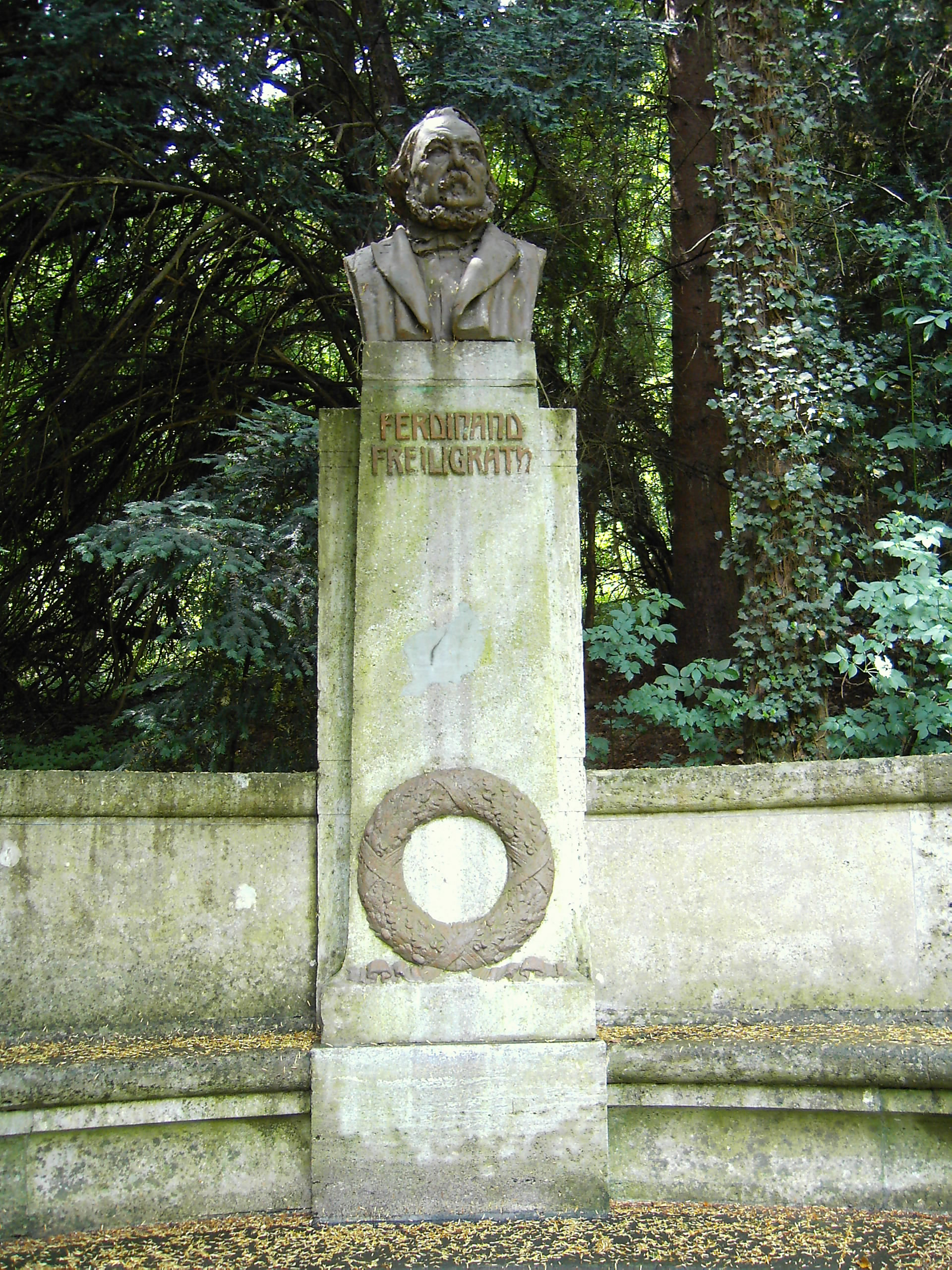
Monument (1914) voor Freiligrath te Rolandswerth, gemeente Remagen
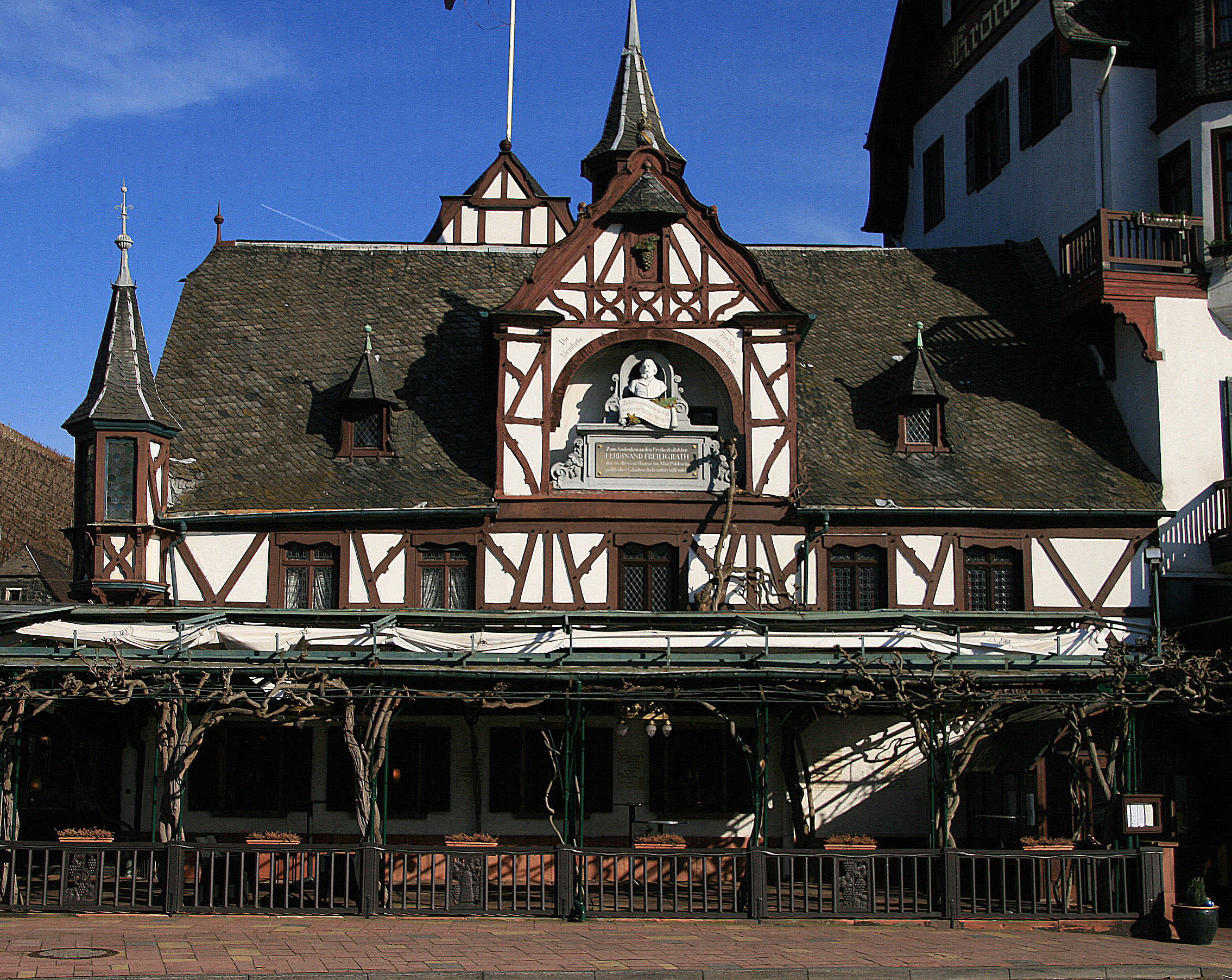
Hotel Krone te Assmannshausen met in de gevel een borstbeeld van de dichter, zetel van het Freiligrath-Museum

In talrijke Duitse steden zijn straten of scholen naar Freiligrath vernoemd.
In het bekende hotel Zur Krone te Assmannshausen, aan de Rijn, waar vele beroemdheden uit de 19e eeuw hebben verbleven, was t/m 2019 een museum aan Freiligrath gewijd.